# 新潟県道240号上増田吉川線
新潟県道240号上増田吉川線（にいがたけんどう240ごう かみますだよしかわせん）は、新潟県上越市頸城区から同市吉川区に至る一般県道。

## 概要
- 陸上距離：
- 起点：新潟県上越市頸城区上増田（県道30号新井柿崎線交点）
- 終点：新潟県上越市吉川区原之町（県道61号柿崎牧線交点）

吉川区から、頸城区を結ぶ県道。周囲には田畑が広がる。

## 通過する自治体
- 新潟県
  - 上越市

## 主な接続路線
- 上越市頸城区
  - 新潟県道30号新井柿崎線（上増田交差点）
  - 新潟県道258号長坂潟町停車場線 （上増田交差点）
- 上越市吉川区
  - 新潟県道61号柿崎牧線（原之町地内）